# Saint-Pierre-de-Cormeilles
Saint-Pierre-de-Cormeilles ist eine französische Gemeinde mit 580 Einwohnern (Stand: 1. Januar 2022) im Département Eure in der Region Normandie. Sie gehört zum Arrondissement Bernay und zum Kanton Beuzeville. Die Einwohner werden Saint-Corpierais genannt.

## Geografie
Saint-Pierre-de-Cormeilles liegt etwa 35 Kilometer südöstlich von Le Havre im Pays d’Auge. Umgeben wird Saint-Pierre-de-Cormeilles von den Nachbargemeinden Bonneville-la-Louvet im Norden, Le Bois-Hellain, La Chapelle-Bayvel und Cormeilles im Norden und Nordosten, Saint-Sylvestre-de-Cormeilles im Nordosten und Osten, Morainville-Jouveaux im Osten und Südosten, Asnières im Südosten, Le Pin im Süden und Südwesten sowie Le Faulq im Westen.

## Bevölkerungsentwicklung
| 1962                       | 1968 | 1975 | 1982 | 1990 | 1999 | 2006 | 2019 |
| -------------------------- | ---- | ---- | ---- | ---- | ---- | ---- | ---- |
| 575                        | 560  | 496  | 478  | 523  | 577  | 583  | 595  |
| Quellen: Cassini und INSEE |      |      |      |      |      |      |      |

## Sehenswürdigkeiten
- Kirche Saint-Pierre aus dem 13. Jahrhundert, Umbauten aus dem 19. Jahrhundert
- Benediktinerkloster Notre-Dame aus dem 11. Jahrhundert
- Schloss Malou aus dem 14. Jahrhundert
- Schloss La Val-Hébert aus dem 16. Jahrhundert
- Herrenhaus Saint-Joseph aus dem 17. Jahrhundert
- Herrenhaus von Cléranville aus dem 17. Jahrhundert
- Herrenhaus von Fossé aus dem 16. Jahrhundert

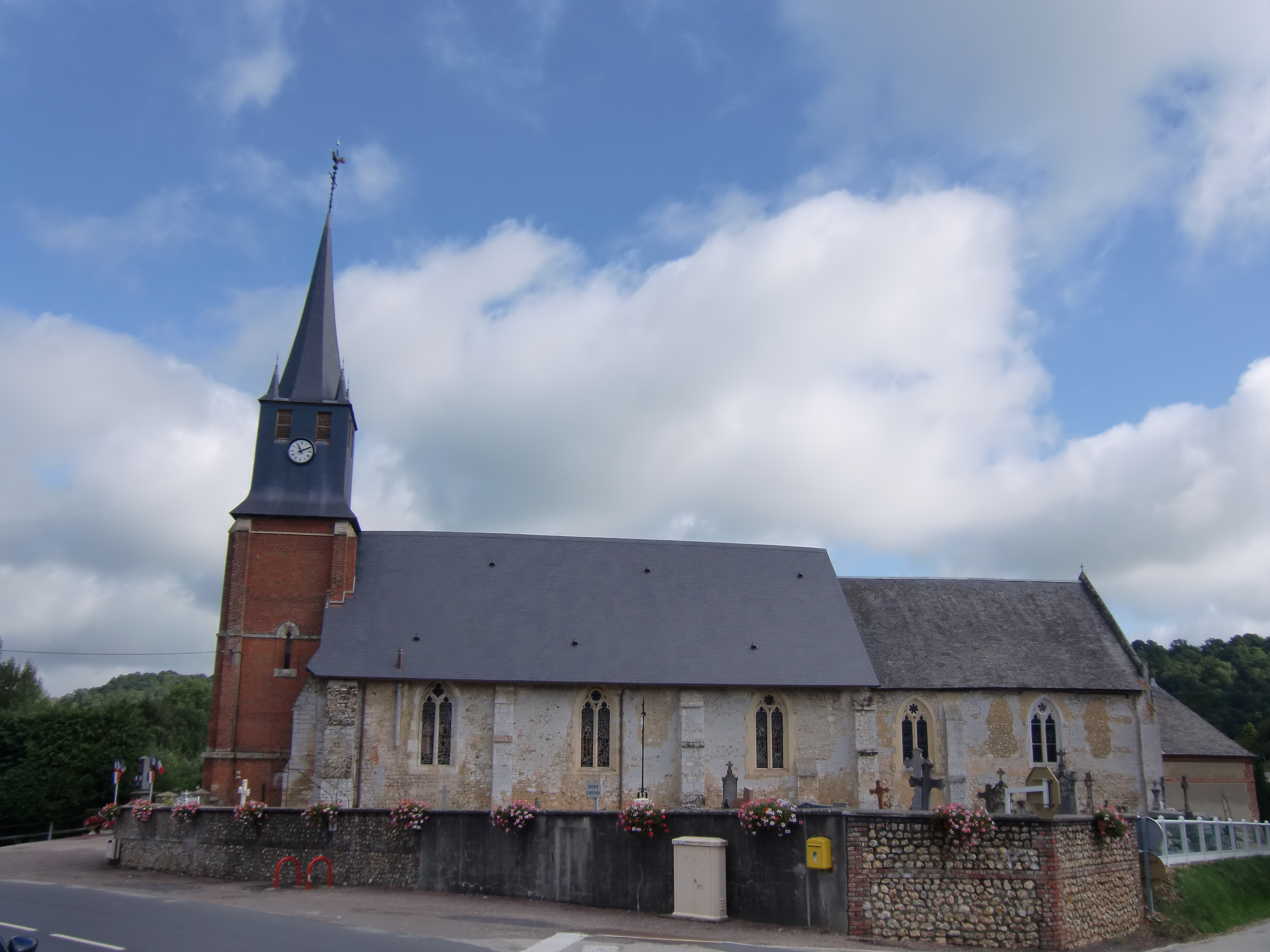
Kirche Saint-Pierre
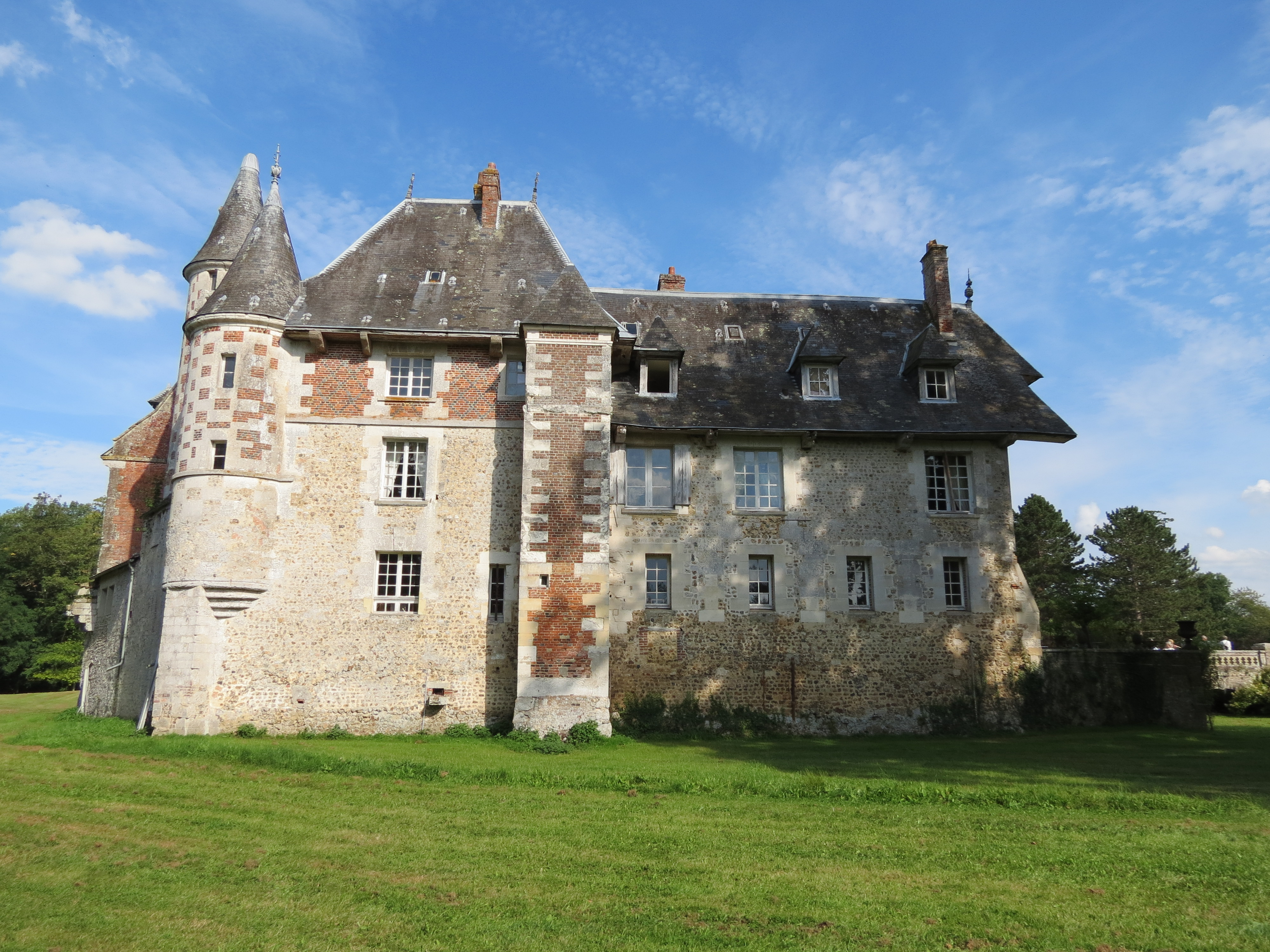
Schloss Malou

## Persönlichkeiten
- Danny Boy (* 1936), Rocksänger
- Michel Vastel (1940–2008), Journalist